# 우와가와촌
우와가와촌(宇和川村)은 에히메현 기타군에 설치되었던 촌이다. 현재의 오즈시 남동부에 해당한다.